# Malá Lipová
Ptačí park Malá Lipová je soukromá nevládní rezervace, zaměřená na ochranu ptáků v malé pískovně u Žeravic u Přerova, kterou zřídila Česká společnost ornitologická. Hlavním důvodem ochrany je hnízdění břehulí říčních, kterých tu hnízdí asi 30 párů (údaj z roku 2023), a vlh pestrých s asi 15 hnízdícími páry. Dále se tu vyskytují např. slavík obecný, vrabec polní či pěnice hnědokřídlá.
Rezervace byla založena v roce 2021, kdy Česká společnost ornitologická vykoupila od města Přerov pozemek pískovny, kde plánuje vybudovat infrastrukturu pro návštěvníky a pozorovatele ptáků. Na provozu rezervace se podílí Moravský ornitologický spolek.
V květnu 2022 botanický výzkum v rezervaci nalezl 43 rostlin orchideje vstavače vojenského.